# Ischnochitonika lasalliana
Ischnochitonika lasalliana är en kräftdjursart som beskrevs av Franz och Arthur Allman Bullock 1990. Ischnochitonika lasalliana ingår i släktet Ischnochitonika, klassen Maxillopoda, fylumet leddjur och riket djur. Inga underarter finns listade i Catalogue of Life.